# Dave Freeman Open 2019
Die Dave Freeman Open 2019 fanden vom 22. bis zum 24. Februar 2019 in San Diego statt. Es war die 62. Austragung dieser internationalen Meisterschaften im Badminton.

## Sieger und Platzierte
| Disziplin    | Gold                                  | Silber                      | Bronze                     |
| ------------ | ------------------------------------- | --------------------------- | -------------------------- |
| Herreneinzel | Mark Alcala                           | Phillip Jap                 | Sheng Lyu                  |
| Herreneinzel | Mark Alcala                           | Phillip Jap                 | Ricky Liuzhou              |
| Dameneinzel  | Natcha Saengchote                     | Yiling Kang                 | Megumi Taruno              |
| Dameneinzel  | Natcha Saengchote                     | Yiling Kang                 | Esther Shi                 |
| Herrendoppel | Sattawat Pongnairat Ferdinand Sinarta | Sheng Lyu Ricky Widianto    | Mark Alcala Phillip Jap    |
| Herrendoppel | Sattawat Pongnairat Ferdinand Sinarta | Sheng Lyu Ricky Widianto    | Elias Frausing Darren Yang |
| Damendoppel  | Jenna Gozali Vehrenica Rumate         | Esther Shi Christine Yang   | Kuei Ya Chen Megumi Taruno |
| Damendoppel  | Jenna Gozali Vehrenica Rumate         | Esther Shi Christine Yang   | Adrienne Lin Kalea Sheung  |
| Mixed        | Sittichai Viboonsin Natcha Saengchote | Ricky Widianto Jenna Gozali | Mark Alcala Angela Zhang   |
| Mixed        | Sittichai Viboonsin Natcha Saengchote | Ricky Widianto Jenna Gozali | Jay Subagja Chen Yuhe      |